# Субпрефектура Жабакуара
Субпрефектура Жабакуара (порт. Subprefeitura do Jabaquara) — одна з 31 субпрефектури міста Сан-Паулу, розташована на півдні міста. Її повна площа 14,1 км², населення понад 214 тис. мешканців. Складається лише з 1 округу — Жабакуара.